# 榎本正男
榎本 正男（えのもと まさお、1943年 - ）は、北海道出身の競馬評論家。

## 人物
早稲田大学在学中から東京競馬場や中山競馬場に通い詰め、シンザンのレースも生で観戦。卒業後はダービーニュースを経て、1970年に創刊したばかりの夕刊フジへ入社。後に道新スポーツ東京支社へ移籍し、トラックマンとして活躍。競馬取材を続けるほか、スポーツ記者として野球・サッカー・柔道・剣道・相撲などの競技取材の経験も積んでいる。
夕刊フジ、道新スポーツ勤務中には、土曜競馬中継（テレビ東京）で通算18年にわたり解説を務めたほか、日曜競馬ニッポンやTVhサマー競馬にも出演。実況の矢野吉彦、司会の石森かずえと共に毎週のように番組終了後の“飲み会”を催していた。退社後は、競馬NAVIのコラムニストや日本臨床栄養協会サプリメントアドバイザー、ふるさと村・自然食養学会会員などを務める。東京運動記者クラブ会友。
小倉智昭のオフィシャル通販サイト「OG-LAND」内でコラム「エノさんの競馬茶論」「なぜ?なに?食養講座」を連載していたこともあった。

## 過去の出演番組
- 土曜競馬中継（テレビ東京）
- 日曜競馬ニッポン（ニッポン放送）
- TVhサマー競馬（テレビ北海道）